# Mesnil-Lettre
Mesnil-Lettre é uma comuna francesa na região administrativa de Grande Leste, no departamento de Aube. Estende-se por uma área de 8,89 km². Em 2010 a comuna tinha 58 habitantes (densidade: 6,5 hab./km²).